# Inga mendoncaei
Inga mendoncaei là một loài rau đậu thuộc họ Fabaceae.
Loài này chỉ có ở Brasil.